# Lycosa arambagensis
Lycosa arambagensis là một loài nhện trong họ Lycosidae.
Loài này thuộc chi Lycosa. Lycosa arambagensis được Biswamoy Biswas & Kajal Biswas miêu tả năm 1992.